# セント・オールバンズ駅 (アムトラック)
セント・オールバンズ駅（英語：St. Albans Station）はアメリカバーモント州セントオールバンズ フェデラル・ストリート40にある駅。 全米各地を結ぶ旅客鉄道のアムトラックが乗り入れている。

## 概要
当駅はバーモンター号の北の終着駅である。アムトラック利用客のための駐車場をはさんで駅舎の向かい側に写真館やニューイングランド中央鉄道本社の入居している建物がある。当駅は、1900年に建設された旧信号取扱所のレンガ造2階建ての建物を旅客のための待合室として使用している。

## 利用可能な鉄道路線／列車
アムトラックの発着する列車は下記の通り。
セントオールバンズとワシントン間の昼行長距離列車バーモンター号…1日1往復発着